# 錦戶亮
錦戶亮（日语：／ Nishikido Ryō，1984年11月3日—），日本男歌手、男演員。2019年9月30日離開傑尼斯事務所後，10月1日成立個人工作室與唱片公司NOMAD RECORDS，以創作歌手、音樂製作人、YouTuber、演員身份活動中。

## 人物
父親為熊本縣出身，母親則為鹿兒島縣出身。錦戶亮自小生活於大阪門真市，有兩個哥哥、一個妹妹。
右手有三處骨折過，彎曲時無法碰到右邊肩膀，因此雖不是左撇子，左手也相當靈活。鎖骨也曾骨折開刀手術。

## 演藝經歷

### 傑尼斯事務所時期

#### 1997-2004年 小傑尼斯時期
- 1997年，9月6日參加事務所的甄選而正式成為小傑尼斯[6][7][8]，並在MYOJO雜誌初亮相。
- 1998年，出演時代劇《貧窮同心御用帳》。
- 1999年，演唱出生在這顆星球、believe your smile兩曲。於《ヤン坊マー坊天氣預報》中亮相[9]。
- 2000年，以Secret Agent名義於2月23日發行單曲CD《Secret Agent Man》。京都藝術高等學校肄業[10]。
- 2001年，出演《金錢Get You!》共6回。演唱Angle一曲。
- 2002年，演唱Julia一曲。12月18日，於關西電視台的節目J³ KANSAI中正式宣佈成為關8的一員。
- 2003年，出演《紙牌女王》，飾演女主角的弟弟。演唱愛的聚合物一曲。9月，為了替參與「世界盃排球賽2003」的日本排球隊加油，組成NEWS。出演晨間劇《開朗家族》。11月，發行世排賽2003年形象歌曲《NEWS NIPPON》。

#### 2004-2011年 身兼NEWS與關8成員時期
- 2004年5月，NEWS以單曲《希望～Yell～》正式出道。
- 2004年9月，關8以單曲《浪花伊呂波節》正式出道，此後就同時兼顧NEWS與關8兩團的活動[11][12]，是傑尼斯事務所裡少見分屬兩個不同團體的出道藝人。
- 2005年，出演舞台劇《SHOCK》與今井翼分飾一角。3月24日，出演訪談節目《なるトモ！》實際探訪藝人一天的行程。演唱愛的聚合物一曲。出演夏季日劇《一起加油吧！》。出演秋季日劇《一公升的眼淚》。11月20日，The少年俱樂部舞台策畫主題─驕傲，著名語錄：「擁有驕傲是很重要的，但也需要有捨棄驕傲的堅強。」並演唱5首歌曲。
- 2006年1月5日、9日在橫濱體育館與大阪城展演廳開兩場個人演唱會。出演《空姐特訓班》。
- 2007年，關8舉辦「47都道府縣全國制霸」全國巡迴演唱會。12月2日，The少年俱樂部節目中演唱「code」一曲，為錦戶亮個人歌詞創作。
- 2008年，友情客串《轉瞬為風》。出演《Last Friends》中的DV家暴男一角。出演秋季日劇《流星之絆》，首次與宮藤官九郎合作。
- 2009年，出演《雙頭犬》。出席《24小時電視》公益募款節目，並出演《不要忘記哥哥—與腦瘤戰鬥的8年》。經醫師診斷後確定感染A型流感，並依指示在家中隔離，靜養數日後健康復歸[13]。10月18日，The少年俱樂部Premium個人訪談。
- 2010年7月9日，個人單曲Monologue PV公開。出演電視劇《JOKER 不被原諒的搜查官》。7月31日上映，主演電影《布丁武士》。於The少年俱樂部與齊藤和義共同演唱「ballad」與「Puzzle」兩首歌曲。
- 2011年，出演日劇《養狗這回事》與月九電視劇《全開女孩》。出席《24小時電視》公益募款節目。
- 2011年10月7日，正式退出NEWS，並以關8成員的身分繼續進行演藝工作[14]。

#### 2011-2019年 以關8成員身份活動時期
- 2012年，4月主演電視劇《爸爸偶像》[15]。電影《關8戰隊》上映。登上第63回NHK紅白歌唱大賽舞台。
- 2013年5月11日，電影《來觀光吧！縣廳款待課》上映。秋季主演《算命大師說》。年末，登上第64回NHK紅白歌唱大賽舞台。
- 2014年，真人真事改編電影《只想擁抱妳》上映。電影《關8戰隊2》上映。秋季，主演電視劇《SORRY青春！》，是繼《流星之絆》之後，再度與宮藤官九郎合作。8月25日，與前唱片公司合約到期後，由成員們共同創辦新唱片公司─INFINITY RECORDS。第三次登上第65回NHK紅白歌唱大賽舞台。
- 2015年，主演電視劇《武士老師》，為錦戶亮第二次飾演穿梭時空的武士角色。
- 2017年，首次主演日本電視台電視劇《搶救老公大作戰》。
- 2018年，出演的《西鄉殿》在NHK播出。主演電影《羊之木》2月3日在日本上映、4月在台灣上映。錦戶亮為宣傳電影，時隔11年再度到訪台灣，並出席電影特映暨見面會[16][17]。
- 2019年，主演春季日劇《追緝線索~科搜研之男~》[18]。9月5日，宣布9月底離開傑尼斯事務所[19][20][21]。

### 獨立活動時期[22]
- 2019年10月1日，以創作歌手的身份開始個人音樂生涯，成立「NOMAD RECORDS」，並開設個人社群帳號[23]。
- 2019年11月1日-12月19日，舉行「錦戶亮 LIVE TOUR 2019 "NOMAD"」巡迴演唱會，於東京、大阪、福岡等地舉行共16場演出。
- 2019年12月6日，與赤西仁組成「N/A」，並宣布於隔年5月於夏威夷舉行演唱會，後因 COVID-19 疫情而取消。[24]
- 2019年12月11日，發行首張全創作專輯《NOMAD》，首週以7.7萬張銷量成績成為Oricon公信榜專輯週榜冠軍及合算週榜冠軍。
- 2020年4月9日，N/A開設YouTube頻道NO GOOD TV。6月19日，N/A發行首張合作專輯《NO GOOD》。
- 2020年7月，出任MAYBELLINE NEW YORK日本品牌大使[25][26]。
- 2020年8月1日至6日，在神奈川與大阪舉行見面會「RYO NISHIKIDO FAN MEETING 2020」。
- 2020年10月8日，在武道館舉行「錦戶亮 ONLINE LIVE "不撓不屈" at 日本武道館」線上演唱會。
- 2021年1月27日，發行第二張個人創作專輯《Note》。
- 2021年3月6日至31日，舉行「錦戶亮 LIVE 2021 "Note"」演唱會，於東京、大阪、福岡、北海道等地舉行共10場演出。
- 2021年4月，確定出演日英合拍電影《Cottontail》，原定2022年上映，延至2024年3月1日上映[27]。
- 2021年4月15日至6月16日，於日本各地舉行「錦戶亮 LIVE TOUR 2021 "Note"」演唱會。
- 2021年7月14日，主演短片《No Return》發行，為Amazon Music企劃「音樂短篇電影」的作品之一，錦戶亮亦為該片創作並演唱主題曲《jinx》，並再次與導演吉田大八合作[28]。
- 2021年11月3日至4日，於千葉進行生日公演「RYO NISHIKIDO "3N7"」。
- 2021年12月8日至18日，於大阪及千葉舉行「RYO NISHIKIDO LIVE 2021 "SHABBY"」演唱會。
- 2022年3月，成為保養品牌JIMOS SINN PURETÉ的形象大使。
- 2022年3月4日至21日，於東京有樂町舉辦「錦戶亮 "Note" 展覽會 in OIOI」，會場展示了巡迴演唱會的服裝、使用的樂器等，也放映了未公開的影片。
- 2022年4月，NOTE香水「SCENT OF NOTE （页面存档备份，存于）」公開發售。
- 2022年10月18至12月20日，舉行「RYO NISHIKIDO LIVE TOUR 2022 "Nocturnal"」。
- 2022年11月30日，發行第三張個人創作專輯《Nocturnal》。
- 2023年5月，出演NHK電視劇《不是因為家人才愛，而是愛的是家人》[29]，於2024年7月9日起在NHK綜合台10點播出[30]。
- 2023年6月22日，出演Netflix影集《我們離婚吧》[31][32][33]。
- 2023年10月23日至11月16日，舉行第二次Fan Club限定「RYO NISHIKIDO Fan Club Tour 2023 "Untitled"」演唱會。
- 2024年2月17日至4月13日，舉行「RYO NISHIKIDO LIVE TOUR 2024 "NOMADOFNOWHERE"」演唱會。
- 2024年2月，客串TBS電視劇《極度不妥！》第5集[34][35]與最終話[36]。
- 2024年3月1日，英日合拍電影《Cottontail（英语：Cottontail (film)）》正式上映[37]。
- 2024年4月，出演富士電視劇《Re:Revenge－在欲望的盡頭－》[38][39]。
- 2024年9月12日至9月29日，舉行「錦戶亮 A-LIVE "歌葬"」生前喪禮演唱會[40]。
- 2025年2月7日，出演電影《SHOWTIME 7》正式上映。
- 2025年6月21、22、28、29日於神奈川與兵庫分別舉行「N/A ARENA LIVE 2025」演唱會。
- 2025年11月3日，預計於東京花園劇院舉行「RYO NISHIKIDO LIVE 2025」演唱會。

## 影視作品
- 粗體字為主演

### 電影
| 上映年份       | 導演              | 電影名稱             | 角色       |
| -------------- | ----------------- | -------------------- | ---------- |
| 2010年7月31日  | 中村義洋          | 布丁 武士            | 木島安兵衛 |
| 2013年5月11日  | 三宅喜重          | 來觀光吧！縣廳款待課 | 掛水史貴   |
| 2014年2月1日   | 鹽田明彥          | 只想 擁抱妳          | 小柳雅己   |
| 2018年2月3日   | 吉田大八          | 羊之木               | 月末一     |
| 2024年3月1日   | Patrick Dickinson | Cottontail           | 大島慧     |
| 2025年2月7日   | 渡邊一貴          | SHOWTIME 7           | 繁藤寛二   |
| 2025年11月14日 | 飯塚花笑          | Blue boy案件         | 狩野卓     |

### 電視劇
| 年份   | 電視台    | 劇名                             | 角色             |
| ------ | --------- | -------------------------------- | ---------------- |
| 1998年 | 朝日      | 貧窮同心御用帳                   | 伊之             |
| 1999年 | 朝日      | 七人武士~J家之反亂               | 城之內亮         |
| 2001年 | 日本      | 金錢Get You!!                    | 松上孝之助       |
| 2003年 | NHK       | 紙牌皇后                         | 倉田友也         |
| 2003年 | NHK       | 開朗家族                         | 桑原和人         |
| 2005年 | 關西      | 一起加油吧！                     | 關野浩之         |
| 2005年 | 富士      | 一公升的眼淚                     | 麻生遙斗         |
| 2006年 | 富士      | 空姐特訓班                       | 中原翔太         |
| 2008年 | 富士      | Last Friends                     | 及川宗佑         |
| 2008年 | TBS       | 流星之絆                         | 有明泰輔         |
| 2009年 | TBS       | 雙頭 犬                          | 碧井涼介         |
| 2010年 | 富士      | JOKER 不被原諒的搜查官           | 久遠健志         |
| 2011年 | 朝日      | 養狗這回事                       | 本鄉勇次         |
| 2011年 | 富士      | 全開女孩                         | 山田草太         |
| 2012年 | TBS       | 爸爸偶像                         | 錦戶亮           |
| 2013年 | 關西/富士 | 算命大師說                       | 安倍祥明         |
| 2014年 | TBS       | SORRY青春！                      | 原平助           |
| 2015年 | 朝日      | 武士老師                         | 武市半平太       |
| 2016年 | NHK       | 小荳荳電視台                     | 坂本九           |
| 2017年 | 日本      | 搶救老公大作戰                   | 小林司           |
| 2018年 | NHK       | 西鄉殿                           | 西鄉從道         |
| 2019年 | 富士      | 追緝線索~科搜研之男~             | 真野禮二         |
| 2024年 | TBS       | 極度不妥！                       | 犬島讓（青年期） |
| 2024年 | 富士      | Re:Revenge－在欲望的盡頭－       | 大友郁彌         |
| 2024年 | NHK       | 不是因為家人才愛，而是愛的是家人 | 岸本耕助         |
| 2025年 | NHK       | 地震之後                         | 謎樣男子         |

### 網路影集
| 播映/上架時間         | 播放平台                | 劇名                             | 角色     |
| --------------------- | ----------------------- | -------------------------------- | -------- |
| 2021年7月14日         | Amazon Music            | No Return                        | N        |
| 2023年5月14日-7月16日 | NHK BS Premium NHK BS4K | 不是因為家人才愛，而是愛的是家人 | 岸本耕助 |
| 2023年6月22日         | Netflix                 | 我們離婚吧                       | 加納恭二 |

### 短篇單元劇
| 播映日期           | 電視台 | 劇名                                     | 角色     |
| ------------------ | ------ | ---------------------------------------- | -------- |
| 1999年4月4日       | 日本   | 熱血戀愛道～處女座的Ｂ型BOY              | 忠雄     |
| 1999年10月24日     | 日本   | 恐怖星期天～ByeBye 愛犬的奇蹟            | 錦戶亮   |
| 2000年12月1日      | BS-i   | Peace Wave～尤克裏裏琴和少年～           | 久田純   |
| 2001年1月28日      | 日本   | 史上最惡約會第8話-刑警的兒子vs黑道的女兒 | 憲吾     |
| 2007年1月13日      | 富士   | ATTENTION PLEASE SP                      | 中原翔太 |
| 2007年4月5日       | 富士   | 一公升的眼淚 SP                          | 麻生遙斗 |
| 2008年2月25日-28日 | 富士   | 轉瞬為風                                 | 神谷健一 |
| 2008年4月3日       | 富士   | ATTENTION PLEASE SP                      | 中原翔太 |
| 2008年6月26日      | 富士   | 最後的朋友 SP                            | 及川宗佑 |
| 2009年8月29日      | 日本   | 不要忘記哥哥─與腦瘤戰鬥的8年             | 川井惠介 |
| 2010年9月21日      | 富士   | JOKER 不被原諒的搜查官 SP                | 久遠健志 |
| 2011年4月1日       | 朝日   | 王牌酒保                                 | 本鄉勇次 |
| 2011年8月20日      | 日本   | 只要活著就好                             | 春口祐一 |
| 2012年5月3日       | TBS    | 爸爸偶像 SP                              | 錦戶亮   |

### 綜藝節目
| 年份          | 電視台 | 節目名稱               |
| ------------- | ------ | ---------------------- |
| 1997年-2000年 | NHK    | Music Jump             |
| 1998年-2018年 | 朝日   | MUSIC STATION          |
| 1998年-1999年 | 朝日   | 8時J                   |
| 1998年-1999年 | 朝日   | 京都ビストロジャーニー |
| 1999年-2000年 | 朝日   | やったるJ              |
| 2001年-2006年 | 朝日   | 裸之少年               |
| 2000年-2001年 | TBS    | ガキバラ帝國2000!      |
| 2001年        | TBS    | ガキバラ!              |
| 2001年-2003年 | TBS    | USO!?Japan             |
| 2000年-2019年 | NHK    | The少年俱樂部          |

### 舞台劇
- 1997年12月6日・7日 「MASK」（大阪松竹座）
- 1998年4月18日-7月12日 「KYO TO KYO 春公演」
- 1998年7月18日-8月31日 「KYO TO KYO Summer Festival」
- 1998年9月6日-11月29日 「KYO TO KYO 秋公演」
- 2000年7月16日-8月20日 「PLAYZONE・THEME PARK」
- 2001年7月14日-8月17日 「PLAYZONE新世紀~EMOTION~」
- 2001年12月1日-2年1月17日 「SHOW劇 SHOCK」
- 2005年1月10日-31日 「SHOCK~endless」
- 2006年2月6日-3月28日 「Endless SHOCK」（帝國劇場）

## 音樂作品

### 單曲
- 2000年2月23日 Secret Agent《Secret Agent Man》

### 全創作專輯
- 2019年12月11日《NOMAD》
- 2021年1月27日《Note》
- 2022年11月30日《Nocturnal》

### 合作專輯
- 2020年8月21日 N/A《NO GOOD》

## 演唱會

### 小傑尼斯時期
| 公演日                      | 名稱                         | 地點               |
| --------------------------- | ---------------------------- | ------------------ |
| 1998年12月27日-1999年1月6日 | Johnny's Winter Concert      | 橫濱、大阪         |
| 1999年5月2日-6月20日        | Fresh Spring Concert '99     | 橫濱、大阪         |
| 1999年8月13日-15日          | 關西Jr. FIRST LIVE           | 大阪               |
| 1999年10月9日               | 特急投球 concert             | 東京巨蛋           |
| 1999年12月20日-25日         | 關西Jr. X'mas present        | 大阪松竹座         |
| 2000年4月3日-5月7日         | Spring Concert 2000          | 大阪、名古屋、橫濱 |
| 2000年9月3日-10月15日       | 3大巨蛋 CONCERT              | 大阪、名古屋、東京 |
| 2000年12月24日-29日         | 東山紀之 DINNER SHOW         | 東京、大阪         |
| 2001年5月3日-6月3日         | 瀧與翼 21世紀的對決          | 橫濱、名古屋、大阪 |
| 2002年3月29日-5月6日        | Johnnys Jr. 瀧與翼 總出演    | 大阪、名古屋、橫濱 |
| 2002年12月28日              | 瀧與翼 with all Johnny's Jr. | 大阪               |

## 廣播
- Music Paradise 週六（ABC RADIO）每個月二回，以guest身份登場（08年3月結束）

## 展覽會
- 2022年3月4日-21日 錦戶亮 Note 個展 in 東京OIOI
- 2022年21日 錦戶亮 Note 電影院放映 in UNITED CINEMAS
- 2022年5月20日-6月12日 錦戶亮 Note 追加個展 in 大阪OIOI

## 廣告代言
- 1999年 「ヤン坊マー坊天氣預報　放送開始40週年」
- 2006年 大塚製藥 オロナミンC 特訓篇
- 2010年 三得利食品 7UP CLEAR DRY
- 2012年 Schick舒適牌 HYDRO 5刮鬍刀
- 2013年 Denny's 餐飲 電影《來觀光吧！縣廳款待課》合作項目
- 2016年 麒麟啤酒のどごし All Light
- 2020年 媚比琳紐約 日本品牌大使
- 2020年 施華洛世奇日本活動推廣[49]
- 2020年 AVIOT無線藍芽耳機 TE-D01gv-na WEB
- 2021年 LOCONDO NINE ADDICTION
- 2021年 美鷹傲飛日本大使
- 2021年 潘婷洗護髮乳活動推廣
- 2022年 JIMOS SINN PURETÉ保養品牌大使
- 2023年 倩碧保濕系列保養品推廣
- 2023年 ELLE 海瑞溫斯頓珠寶推廣[50]
- 2023年 Right-on LEVI'S 客製圖片牛仔褲推廣[51][52]
- 2024年 倩碧保養品期間限定活動推廣[53]
- 2025年 SUNTORY -196℃廣告[54]

## 獎項
| 年份 | 大賞名稱                                   | 獎項       | 作品                   |
| ---- | ------------------------------------------ | ---------- | ---------------------- |
| 2004 | 第7回日刊體育日劇大賞                      | 新人獎     | 開朗家族               |
| 2008 | 第12回日刊體育日劇大賞－春季日劇／年度日劇 | 最佳男配角 | Last Friends           |
| 2008 | 第57回日劇學院賞                           | 最佳男配角 | Last Friends           |
| 2008 | 第12回日刊體育日劇大賞-秋季日劇            | 最佳男配角 | 流星之絆               |
| 2008 | 第18回TV LIFE年度日劇大賞                  | 最佳男配角 | 流星之絆／Last Friends |
| 2009 | 第13回日刊體育日劇大賞-夏季日劇            | 最佳男配角 | 雙頭犬                 |
| 2011 | 第15回日刊體育日劇大賞-夏季日劇            | 最佳男配角 | 全開女孩               |
| 2025 | 第29回日刊體育日劇大賞－春季日劇           | 最佳男配角 | 地震之後               |

## 相關資料
1. ↑  . 巴士的報. 2019-10-02  [2024-01-07]. （原始内容存档于2024-01-06） （中文（香港））.
2. ↑  . 日本通. VITO雜誌. 2020-10-07  [2023-12-24] （中文）.
3. ↑  . トレンドニュースどっと東京.   [2024-01-21]. （原始内容存档于2022-12-01） （日语）.
4. ↑  鲁路修54. . bilibili. 2023-10-25  [2024-04-07]. （原始内容存档于2024-04-07）.
5. ↑  ENCOUNT編集部. . Yahoo! JAPAN news. 2024-04-10  [2024-04-14] （日语）.
6. ↑  呔痛旅行. . sohu. 2022-06-19  [2023-12-09]. （原始内容存档于2023-12-09） （中文（中国大陆））.
7. ↑  "我們需要像你這樣的歌手"Johnny喜多川一句話，從此改變了錦戶亮的一生 （页面存档备份，存于）
8. ↑  . pixnet. 2006-08-24  [2023-12-27]. （原始内容存档于2023-12-27） （中文（臺灣））.
9. ↑  jsbもーにーか. . YouTube. 2017-12-13  [2024-01-19]. （原始内容存档于2024-01-29） （日语）.
10. ↑  . Seesaa BLOG. 2012-09-04  [2023-12-27]. （原始内容存档于2019-08-25） （日语）.
11. ↑  兼兩團是很辛苦的活 （页面存档备份，存于）。2007年12月24日。
12. ↑  花火の恒记 （页面存档备份，存于），2008年08月24日。
13. ↑  . 大紀元. 2009-09-02  [2023-12-27]. （原始内容存档于2023-12-27） （中文）.
14. ↑  . 大紀元. 2011-10-09  [2023-12-4]. （原始内容存档于2023-12-04） （中文）.
15. ↑  . 緯來日本台.   [2023-12-27]. （原始内容存档于2013-01-12） （中文（臺灣））.
16. ↑  黃衍方. . 上報UP Media. 2018-04-27  [2023-12-07]. （原始内容存档于2023-12-09） （中文（臺灣））.
17. ↑  楊景婷. . 明潮. 2018-04-29  [2023-12-24]. （原始内容存档于2023-12-24） （中文（臺灣））.
18. ↑  hoki. . likejapan. 2019-11-02  [2023-12-09]. （原始内容存档于2023-12-09） （中文（香港））.
19. ↑  溫雅雯. . 鏡週刊. 2019-09-05  [2023-12-27]. （原始内容存档于2023-12-27） （中文（臺灣））.
20. ↑  吳妍. . 鏡週刊. 2023-03-03  [2023-12-4]. （原始内容存档于2023-12-04） （中文）.
21. ↑  . ピンズバNEWS編集部. 2023-03-04  [2024-01-07]. （原始内容存档于2024-01-07） （日语）.
22. ↑  林奕如. . walkerland. 2023-10-03  [2023-12-4]. （原始内容存档于2023-12-04） （中文）.
23. ↑  . GirlStyle 台灣女生日常. 2022-08-22  [2023-12-09]. （原始内容存档于2023-12-09） （中文（臺灣））.
24. ↑  . sohu. 2019-12-07  [2023-12-07]. （原始内容存档于2023-12-07） （中文（中国大陆））.
25. ↑  CECI WONG. . VOGUE. 2020-07-03  [2023-12-09]. （原始内容存档于2023-12-09） （中文（香港））.
26. ↑  BU小編群(美妝). . beauty-upgrade. 2022-12-15  [2023-12-09]. （原始内容存档于2023-12-09） （中文（臺灣））.
27. ↑  音楽ナタリー編集部. . 音楽ナタリー. 2021-04-01  [2023-12-03]. （原始内容存档于2022-04-08） （日语）.
28. ↑  . realsound jp. 2021-07-14  [2024-01-07]. （原始内容存档于2023-10-10） （日语）.
29. ↑  . 音楽ナタリー編集部. 2023-01-27  [2024-01-21]. （原始内容存档于2023-01-29） （日语）.
30. ↑  . NHK. 2024-03-27  [2024-03-30]. （原始内容存档于2024-04-01） （日语）.
31. ↑  . marieclaire. 2023-07-05  [2024-03-31]. （原始内容存档于2024-03-31） （中文（臺灣））.
32. ↑  . 自由時報. 2023-10-03  [2023-12-4]. （原始内容存档于2024-02-18） （中文）.
33. ↑  . 自由時報. 2023-07-01  [2023-12-4]. （原始内容存档于2023-12-04） （中文）.
34. ↑  . 東網. 2024-02-16  [2024-03-31]. （原始内容存档于2024-03-31） （中文（香港））.
35. ↑  . jpnews.stargazer. instagram. 2024-02-28  [2024-03-31]. （原始内容存档于2024-03-31） （中文（臺灣））.
36. ↑  . ORICON NEWS. 2024-02-16  [2024-02-17]. （原始内容存档于2024-02-27） （日语）.
37. ↑  . SPORTS NIPPON NEWSPAPERS. 2024-02-13  [2024-02-14]. （原始内容存档于2024-02-14） （日语）.
38. ↑  . ORICON NEWS. 2024-02-22  [2024-02-22]. （原始内容存档于2024-03-02） （日语）.
39. ↑  音楽ナタリー編集部. . 音楽natalie. 2024-04-10  [2024-04-14]. （原始内容存档于2024-04-14） （日语）.
40. ↑  . 錦戶亮官方網站. 2024-04-13  [2024-04-13]. （原始内容存档于2024-04-13） （日语）.
41. ↑  池亦真的家. . pixnet. 2012-09-18  [2023-12-27]. （原始内容存档于2023-12-27） （中文（臺灣））.
42. ↑  Das Kino波電影. . pixnet. 2014-05-30  [2023-12-27]. （原始内容存档于2024-01-24） （中文（臺灣））.
43. ↑  Manori Ravindran. . variety. 2021-03-01  [2023-12-27]. （原始内容存档于2024-03-29） （英语）.
44. ↑  . NHK.   [2023-12-27]. （原始内容存档于2009-11-01） （日语）.
45. ↑  Yaegashick. . Ameba. 2022-04-25  [2024-01-13]. （原始内容存档于2024-01-13） （日语）.
46. ↑  . bilibili. 2006-01-15  [2023-12-18]. （原始内容存档于2023-12-18） （中文）.
47. ↑  . 錦戸亮FANSITE. 2024-07-20  [2024-07-20] （日语）.
48. ↑  . 音楽ナタリー編集部. 2023-10-25  [2024-01-13]. （原始内容存档于2023-11-24） （日语）.
49. ↑  . MOSHI MOSHI NIPPON. 2020-11-29  [2024-01-13]. （原始内容存档于2024-01-12） （中文）.
50. ↑  . ELLE JAPAN.   [2024-01-05]. （原始内容存档于2023-04-09） （日语）.
51. ↑  . right-on. 2023-10-02  [2024-01-07]. （原始内容存档于2023-10-31） （日语）.
52. ↑  . realsound jp. 2023-10-06  [2024-01-07]. （原始内容存档于2024-01-07） （日语）.
53. ↑  . CLINIQUE JAPAN. 2024-04-19  [2024-04-20]. （原始内容存档于2024-04-19） （日语）.
54. ↑  . 音楽ナタリー編集部. 2025-07-18 （日语）.
55. ↑  . GQ JAPAN編集部. 2020-04-25  [2024-01-07]. （原始内容存档于2020-05-29） （日语）.
56. ↑  . HMV&BOOKS online. 2020-12-25  [2024-01-07]. （原始内容存档于2020-12-28） （日语）.
57. ↑  . NYLON JAPAN. 2021-04-04  [2024-01-07]. （原始内容存档于2024-01-07） （日语）.
58. ↑  . GLITTER. 2021-06-30  [2024-01-07]. （原始内容存档于2024-01-07） （日语）.
59. ↑  . SCREEN+プラス. 2023-04-27  [2024-01-07]. （原始内容存档于2024-01-07） （日语）.
60. ↑  日刊スポーツドラマGP （页面存档备份，存于）， dorama.info。
61. ↑  . TV LIFE.   [2023-12-27]. （原始内容存档于2022-06-28） （日语）.

## 外部連結
- 個人官方
  - RYO NISHIKIDO Official Site （页面存档备份，存于）（日語）
  - RYO NISHIKIDO FANCLUB - NFC （页面存档备份，存于）
  - 錦戶亮的X（前Twitter）
  - 錦戶亮的Instagram帳戶
  - YouTube上的錦戶亮 Official YouTube頻道
  - 錦戶亮的新浪微博
  - ryonishikido_official TikTok （页面存档备份，存于）
  - TuneCore的頁面 （页面存档备份，存于）
- NOMAD RECORDS官方
  - NOMAD RECORDS的X（前Twitter）
  - NOMAD RECORDS的Instagram帳戶
- N/A官方
  - YouTube上的NO GOOD TV Official YouTube頻道